# Suède aux Jeux olympiques d'hiver de 1976
La Suède participe aux Jeux olympiques d'hiver de 1976 à Innsbruck en Autriche du 4 au 15 février 1976. Il s'agit de sa douzième participation à des Jeux d'hiver.
La délégation suédoise est composée de 39 athlètes : 30 hommes et 9 femmes.

## Liste des médaillés
| Sport                  | Discipline             | Athlète(s)       |
| Médaille de bronze : 2 |                        |                  |
| Ski alpin              | Géant hommes           | Ingemar Stenmark |
| Ski de fond            | 50 km classique hommes | Benny Södergren  |

| Sport       | Médaille d'or, Jeux olympiques | Médaille d'argent, Jeux olympiques | Médaille de bronze, Jeux olympiques | Total |
| ----------- | ------------------------------ | ---------------------------------- | ----------------------------------- | ----- |
| Ski Alpin   | 0                              | 0                                  | 1                                   | 1     |
| Ski de fond | 0                              | 0                                  | 1                                   | 1     |
| Total       | 0                              | 0                                  | 2                                   | 2     |